# Alexander II. (Schottland)

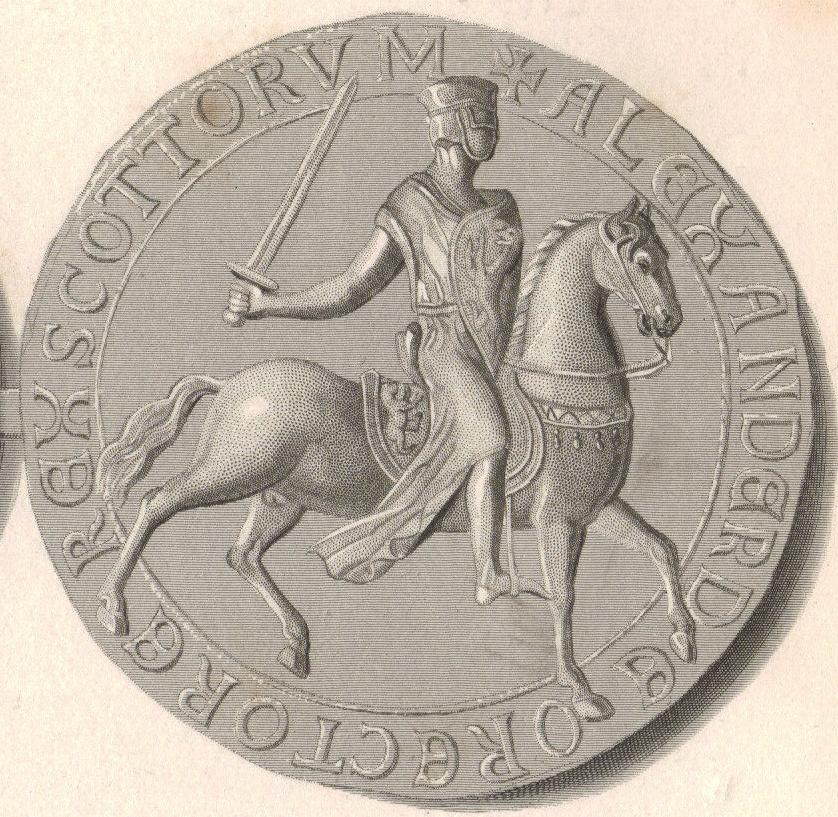
Siegel Alexanders II.

Alexander II. (* 24. August 1198 in Haddington; † 8. Juli 1249 in Oban) war schottischer König von 1214 bis zu seinem Tod. Als entschlossener Verfechter der königlichen Gewalt konnte er seine Autorität auf die Grenzregionen seines Reiches ausbauen, so dass Schottland während seiner Herrschaft zu einem der bedeutenderen mittelgroßen Reich in Europa aufstieg. Er begründete das gute Verhältnis zum südlichen Nachbarland England, womit eine für das Mittelalter beispiellos lange Zeit des Friedens zwischen den Reichen begann, die bis 1296 andauerte.

## Kindheit und Jugend
Alexander II. war der einzige Sohn von König Wilhelm dem Löwen und dessen Frau Ermengarde. Er hatte noch drei Schwestern. König Wilhelm war bei Alexanders Geburt bereits ein älterer Mann, und da Primogenitur in Schottland noch nicht gefestigt war, war die Thronfolge von Alexander nicht gesichert. Deshalb ließ der König am 12. Oktober 1201 seinen Sohn von den schottischen Magnaten in Musselburgh als Thronfolger anerkennen. Der junge Thronfolger spielte eine große Rolle in den Verträgen, die sein Vater 1209 und 1212 mit dem englischen König Johann Ohneland schloss. Der genaue Inhalt der Verträge ist nicht überliefert, doch in dem 1209 geschlossenen Vertrag von Norham huldigte Alexander dem englischen König für die Besitzungen an, die sein Vater als Lehen der englischen Krone hielt, nämlich Tynedale und die Oberherrschaft über die Honour of Huntingdon. Dazu vertraute der schottische König dem englischen König seine beiden älteren Töchter Margarete und Isabella an, damit dieser sie verheiraten solle. Offenbar erwartete König Wilhelm, dass mindestens eine seiner beiden Töchter einen der Söhne des englischen Königs heiraten würde. In einem weiteren, im Februar 1212 in Durham geschlossenen Vertrag erhielt der englische König das Recht, Alexander zu verheiraten. Möglicherweise versprach Johann Ohneland, Alexander mit seiner ältesten, damals zweijährigen Tochter Johanna zu verheiraten. Die Schotten erhofften wohl, dass die englische Prinzessin Northumberland als Mitgift mit in die Ehe bringen würde. Alexander und Johanna heirateten tatsächlich, doch erst neun Jahre später, und die Braut erhielt nicht Northumberland als Mitgift. Am 4. März 1212 wurde Alexander von Johann Ohneland in Clerkenwell zum Ritter geschlagen. Der junge Thronfolger wurde sorgfältig darauf vorbereitet, den Thron von seinem alternden Vater zu übernehmen. Wilhelm der Löwe beteiligte ihn an der Regierung und übertrug ihm im Sommer 1212 den Oberbefehl über die Armee, die in Moray und Ross gegen den Rebellen Guthred Macwilliam einen Feldzug unternahm. Schließlich wurde Guthred gefangen genommen, vor den jungen Thronfolger gebracht und hingerichtet. Als Wilhelm der Löwe in Stirling auf dem Sterbebett lag, verlangte er von seinen Höflingen erneut das Versprechen, Alexander als nächsten König anzuerkennen. Einen Tag nach dem Tod seines Vaters wurde Alexander am 5. Dezember 1214 in Scone als König eingesetzt. Die rasche Thronfolge des jungen Alexanders führte zur Festigung der Primogenitur in Schottland.

## Verhältnis zu England

### Konflikt mit Johann Ohneland
Der junge Alexander übernahm ein ungefestigtes Reich. Im gälisch geprägten Norden, vor allem in Ross, Moray und Caithness, im südwestschottischen Galloway und im norwegisch beeinflussten Westschottland hatte die Krone kaum Autorität. Für den minderjährigen Alexander wurde kein Regentschaftsrat gebildet, doch der junge König war stark von den Ratgebern seines Vaters abhängig, die er Anfang 1215 in ihren Ämtern bestätigte. 1215 gab es in Moray oder in Ross eine weitere Revolte, als Donald Ban Macwilliam, ein Bruder des 1212 hingerichteten Guthred selbst die Krone beanspruchte. Donald Ban und seine Unterstützer wurden jedoch von einem königstreuen Aufgebot unter dem nordschottischen Magnaten Farquhar MacTaggart niedergeschlagen, Donald Ban wurde hingerichtet. Auch das Verhältnis zu England wurde rasch belastet, da Johann Ohneland, dem sein Vater erhebliche Zugeständnisse gemacht hatte, nun die Oberherrschaft über Schottland beanspruchte. Dazu wollte er nicht die Zusagen einhalten, die er Wilhelm gegeben hatte. Als sich aber in England der Konflikt des Königs mit einer Adelsopposition zuspitzte, versuchte Alexander dies auszunutzen, um seine Stellung zu behaupten. Er erneuerte die schottischen Ansprüche auf die nordenglischen Grenzgrafschaften, die bereits sein Vater erhoben hatte. Als Johann Ohneland im Juni 1215 von seinen Baronen zur Anerkennung der Magna Carta gezwungen wurde, musste er in Artikel 59 zugestehen, nicht nur seine Versprechen bezüglich den noch immer unverheirateten Schwestern von Alexander umzusetzen, sondern auch die nicht näher beschriebenen Rechte und Privilegien des schottischen Königs zu beachten.

### Teilnahme am Krieg der Barone

#### Erfolgreicher schottischer Angriff auf Nordengland
Als Johann Ohneland im August 1215 die Bestimmungen der Magna Carta missachtete, fiel Alexander II. in Northumberland ein und begann am 19. Oktober 1215 mit der Belagerung von Norham. Da zur selben Zeit der Krieg der englischen Barone gegen Johann Ohneland begann, waren die Schotten in diesem Krieg den Engländern zunächst überlegen. Alexander II. hatte sogar die volle Unterstützung der nordenglischen Barone, so dass mindestens 25 englische Burgen nördlich des Humber den Schotten keinen Widerstand leisteten. Die Anführer der nordenglischen Barone, Robert de Ros und Eustace de Vesci hatten uneheliche Töchter von König Wilhelm I. geheiratet und waren damit mit Alexander II. verschwägert. Verhandlungen zwischen den Baronen und Alexander II. führten zu einem Vertrag, in dem die Barone Alexanders Ansprüche auf Northumberland, Cumberland und Westmorland anerkannten. Sie gingen sogar so weit, dass sie die lokalen Grundbesitzer aktiv auffordern wollten, die Herrschaft des schottischen Königs anzuerkennen. Eustace de Vesci erklärte Alexander II. während der Belagerung von Norham offiziell zum Herrn von Northumberland, und ein Großteil des Adels der Grafschaft huldigte ihm am 22. Oktober 1215 in Felton bei Alnwick.

#### Gegenschlag von Johann Ohneland und erneuter schottischer Angriff
Nachdem Alexander II. im Dezember 1215 die Stadt Newcastle niedergebrannt hatte, unternahm Johann Ohneland einen Feldzug nach Norden. Er eroberte zahlreiche Burgen der Rebellen einschließlich Carlisle und Richmond und zwang die rebellischen Barone aus Yorkshire zur Flucht nach Schottland. Dort gelobten sie am 11. Januar 1216 in Melrose Alexander II. die Treue. Der englische König überschritt nun die schottische Grenze, eroberte am 15. Januar 1216 Berwick und plünderte und verwüstete Lothian bis hinauf nach Haddington. Ohne dass es zur offenen Schlacht kam, konnte Alexander II. die Engländer aber vertreiben, die sich wieder nach Süden zurückzogen. Die Schotten verfolgten sie bis nach Richmond. Dann belagerte er ab Juli 1216 Carlisle, das am 8. August bis auf die Burg erobert wurde. Carlisle Castle ergab sich an einem unbekannten späteren Datum.

#### Bündnis mit Frankreich und Versuch der Besetzung Nordenglands
Nach der Eroberung von Carlisle stieß Alexander II. in einem beispiellosen Zug durch ganz England bis zur Küste von Kent vor. Dort traf er den französischen Prinzen Ludwig, dem die rebellischen Barone die englische Krone angeboten hatten. Mitte September huldigte Alexander dem Franzosen in Dover für die Honour of Huntingdon und für die drei nordenglischen Grafschaften. Im Gegenzug sicherte Ludwig ihm seine Unterstützung zu. Anschließend zog sich Alexander nach Norden zurück, wobei er einen Hinterhalt von Johanns Truppen am River Trent nicht nur umgehen, sondern dabei auch deren Lager plündern konnte. Mit Prinz Ludwig hatte Alexander II. vereinbart, dass seine nordenglischen Eroberungen weiterhin zu England gehören sollten. Schon bald hielt er sich jedoch nicht mehr an diese Abmachung, sondern versuchte, die nordenglischen Grafschaften mit seinem Reich zu vereinen. Obwohl seine Herrschaft über Northumberland noch nicht gesichert war, ernannte er Alan of Galloway zum Lord des nördlichen Westmorland und übergab ihm umfassende, vizekönigliche Vollmachten über ganz Cumbria. Vor April 1217 beanspruchte Alexander auch das königliche Recht, einen Kandidaten für die seit dem Tod von Bischof Bernard 1214 vakante Diözese Carlisle zu benennen.

#### Niederlage und Friedensschluss
Während Alexander II. versuchte, Nordengland in seinen Besitz zu bringen, gewannen in England die königstreuen Kräfte die Oberhand. Nach dem Tod von König Johann Ohneland im Oktober 1216 hatten königstreue englische Barone mit Hilfe des päpstlichen Legaten Guala Bicchieri dessen Sohn Heinrich zum neuen englischen König gekrönt und in seinem Namen die Magna Carta anerkannt. Damit waren zwei der Hauptgründe für die Rebellion der englischen Barone entfallen, und nach der Niederlage einer französischen Armee in der Schlacht von Lincoln im Mai 1217 schwanden auch die Aussichten von Alexander, seine Eroberungen zu behaupten. Im Mai und im Juli 1217 führte er Raubzüge durch Northumberland, die jedoch nur die Friedensverhandlungen zwischen Frankreich und England beschleunigten. Im September 1217 wurde der Frieden von Lambeth zwischen England und Frankreich geschlossen, woraufhin die verbliebenen französischen Truppen England verließen. Dazu hatte Heinrich III. die Unterstützung von Papst Honorius III., von dem er sein Reich als Lehen hielt. Legat Guala ging nun gegen die Schotten vor. Er exkommunizierte Alexander II. und seine führenden Adligen und verhängte über Schottland das Interdikt. Von seinen französischen Verbündeten verlassen, erkannte Alexander II. angesichts dieses Drucks seine Niederlage an. Die englische Regierung hatte im Frieden von Lambeth zugestehen müssen, dass der Friede auch für Schottland gelten würde, wenn es die besetzten Gebiete in Nordengland räumen würde. Am 1. Dezember 1217 übergab Alexander Carlisle den Engländern, worauf die Exkommunikation von ihm und seinen Untertanen aufgehoben wurde. Am 19. Dezember oder kurz zuvor unterwarf er sich in Northampton dem jungen englischen König, der Alexanders Ansprüche auf die Grenzgrafschaften ignorierte und seine Huldigung für Tynedale und die Honour of Huntingdon entgegennahm. Daraufhin wurde Anfang 1218 das über Schottland verhängte Interdikt gelockert, obwohl mehrere führende schottische Bischöfe erst im weiteren Verlauf des Jahres die Absolution erhielten.

#### Folgen für das weitere Verhältnis zu England
Trotz der anfänglichen schottischen Erfolge hatte sich England, wie bereits im Krieg von 1173 bis 1174, in dem Krieg gegenüber Schottland erfolgreich behauptet. Angesichts dieser Erfahrung führte Alexander II. bis zu seinem Tod eine realistische Politik gegenüber dem militärisch überlegenen Nachbarn. Er vermied erfolgreich eine weitere militärische Auseinandersetzung, obwohl es durchaus politische Meinungsverschiedenheiten zwischen ihm und dem englischen König Heinrich III. gab.

### Verbesserung der Beziehungen zu England
Nach dem Ende des Krieges kam es zu weiteren Verhandlungen mit der englischen Regierung. Im Juni 1220 wurde schließlich in York vereinbart, dass Alexander Johanna, die Schwester des englischen Königs, heiraten sollte. Die Hochzeit erfolgte im Juni 1221 in York. Im Oktober desselben Jahres heiratete der englische Justiciar Hubert de Burgh Alexanders Schwester Margarete. Diese Hochzeiten verbesserten das englisch-schottische Verhältnis weiter. Der schottische König musste allerdings hohe Steuern erheben, um die Mitgift für seine Schwester aufzubringen. Diese Steuern erbrachten etwa £ 10.000. Alexanders Braut Johanna brachte dagegen keinen Landbesitz als Mitgift mit in die Ehe. In den 1220er Jahren spielte der schottische König eine durchaus wichtige Rolle in der englischen Politik. Er nutzte die verwandtschaftlichen Verbindungen zum englischen König und zum Justiciar, um durch die Übernahme von Vormundschaftsverwaltungen für minderjährige englische Magnaten seine finanzielle Lage zu verbessern. Neben der Vormundschaftsverwaltung für seinen Cousin John of Huntingdon erwarb er die Vormundschaft für David de Lindsay, einen Adligen aus Warwickshire. Gemäß einer 1220 in York geschlossenen Vereinbarung sollte die englische Regierung Alexanders zweite Schwester Isabella bis Oktober 1221 mit einem englischen Magnaten verheiraten. Nachdem dies nicht gelungen war, kehrte Isabella nach Schottland zurück. Alexander versuchte nun selbst, seine Schwester zu verheiraten. Mit Unterstützung durch Hubert de Burgh gelang es ihm 1226, Isabella mit Roger Bigod, dem minderjährigen Erben des Earldoms of Norfolk, zu verheiraten. Alexander hatte zuvor für Bigod auch die Vormundschaftsverwaltung erworben.

### Erneuerung der schottischen Ansprüche auf Nordengland
Nachdem Alexander 1219 seine angestammten Besitzungen im nordenglischen Tynedale zurückerhalten hatte, hatte die englische Regierung die schottischen Ansprüche auf die nordenglischen Grafschaften als erledigt betrachtet. Möglicherweise bei einem Treffen zwischen Alexander und Heinrich III. im Frühjahr 1229 sprach der schottische König seine Ansprüche, aber auch die Frage nach einer Mitgift für seine Braut erneut an. Trotz des guten Verhältnisses zwischen den beiden Königen war dazu auf lokaler Ebene der genaue Grenzverlauf zwischen England und Schottland heftig umstritten. Aufgrund der Rebellion von Gillescop Macwilliam in Nordschottland ab 1228 und dem Feldzug des englischen Königs nach Frankreich 1230 kam es aber zunächst nur unregelmäßig zu weiteren Verhandlungen. Auch ein Freundschaftgsbesuch des schottischen Königs zu Weihnachten 1229 am englischen Hof brachte keine neuen Ergebnisse. 1231 machte der englische König den überraschenden Vorschlag, Marjorie, die jüngste Schwester des schottischen Königs, zu heiraten. Aufgrund des Widerstands der englischen Magnaten ließ er diesen Plan aber rasch wieder fallen. Dies, der Sturz von Hubert de Burgh 1232 und der Tod von Alexanders Mutter Ermengarde, die sich als Witwe offenbar stark für ein gutes Verhältnis zwischen Schottland und England eingesetzt hatte, führten dazu, dass es zu stärkeren politischen Spannungen zwischen den beiden Königen kam. Nach über elf Jahren kinderloser Ehe verschlechterte sich auch die Beziehung zwischen Alexander und seiner Frau Johanna. Um 1233 machte der schottische König einen neuen Vorstoß bei der Kurie, um sich nach westeuropäischem Vorbild als König auch krönen und salben zu lassen. Aufgrund der Intervention von Walter de Gray, des englischen Erzbischofs von York, ignorierte die Kurie den Vorstoß. Stattdessen erließ Papst Gregor IX. am 4. Januar 1235 eine Bulle, nach der der schottische König dem englischen König huldigen und die Treue schwören sollte. Die genauen Umstände, warum der Papst die Bulle erließ, sind unklar. Möglicherweise ging sie auf die von Peter des Roches dominierte englische Regierung zurück, der zahlreiche alte Gefolgsleute von Johann Ohneland angehört hatten. Da der schottische König über Urkunden verfügte, die der Bulle des Papstes widersprachen, konnte er diese ignorieren.

### Stabilisierung der Beziehungen durch die Verträge von York und Newcastle

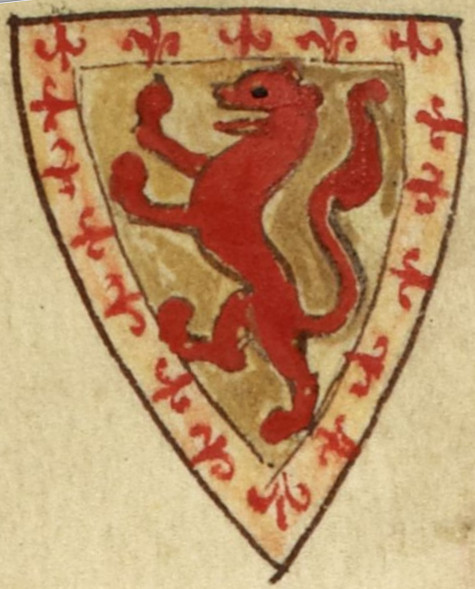
Wappen von Alexander II.

Anfang August 1235 konnte der schottische König schließlich seine jüngste Schwester Marjorie mit dem englischen Magnaten Gilbert Marshal, 4. Earl of Pembroke verheiraten. Anfang September 1236 kam es zu einem Treffen Alexanders mit Heinrich III. im nordenglischen Newcastle. Bei dem Treffen bot ihm der englische König Landbesitz in England mit jährlichen Einkünften von 80 Mark an. Damit hatte der englische König faktisch die Ansprüche Alexanders als berechtigt anerkannt. Dennoch blieb das Treffen ergebnislos, und in den nächsten Monaten verschlechterten sich die Beziehungen zwischen den beiden Reichen weiter. Erst der im Sommer 1237 in England eingetroffene päpstliche Legat Oddone di Tonengo konnte nach dem Tod von John of Huntingdon im Juni 1237 erreichen, dass sich die beiden Könige zu neuen Verhandlungen in York trafen. Nach dreitägigen Verhandlungen und nach der Vermittlung durch den Legaten schlossen Alexander II. und Heinrich III. am 25. September 1237 den Vertrag von York. Dieser befreite den englischen König von allen Heiratsverpflichtungen, die noch nach dem 1209 geschlossenen Vertrag bestanden. Im Gegenzug verzichtete Alexander II. feierlich auf ewig auf alle Ansprüche der schottischen Könige auf Northumberland, Cumberland und Westmorland. Als Entschädigung sprach ihm der englische König Landbesitz in Nordengland zu, aus denen er jährliche Einkünfte in Höhe von £ 200 haben sollte. Tatsächlich erhielt Alexander vor 1242 mehrere Güter in Cumberland mit dem Mittelpunkt in Penrith. Dennoch waren die Beziehungen zwischen England und Schottland nicht ganz ungetrübt. Alexander wusste, dass er den englischen König verärgerte, als er nach dem Tod seiner Frau Johanna 1238 nach einer neuen Braut in Frankreich suchte und schließlich Marie de Coucy heiratete. Vor allem die englische Furcht vor einem neuen Bündnis zwischen Schottland und Frankreich führte 1244 fast zu einem neuen Krieg zwischen England und Schottland. Nachdem der englische König ein Heer aufgeboten hatte, berief auch Alexander II. sein Heer ein. Die Krise wurde aber dann rasch durch Verhandlungen beigelegt, die am 14. August 1244 zum Vertrag von Newcastle führten. In diesem Vertrag verzichtete Alexander auf alle Maßnahmen, die gegen Heinrich III. gerichtet waren, mit Ausnahme von Maßnahmen zur Verteidigung schottischer Interessen. Zur Besiegelung des Bündnisses verlobte er seinen Erben Alexander mit Margarete, der ältesten Tochter des englischen Königs. Weder in dem Frieden von 1217 noch nach der Krise von 1244 erkannte Alexander den englischen König als Oberherrn an, doch insgesamt betrieb Alexander gegenüber England eine versöhnliche Politik. Trotz der zeitweiligen Spannungen trug diese Politik wesentlich zur Festigung des Königreichs Schottland bei und kann deshalb nicht hoch genug bewertet werden.

## Innenpolitik

### Ausweitung der königlichen Macht nach Nord- und nach Westschottland
Alexander II. hatte sowohl den Wunsch wie auch die Möglichkeit, die königliche Gewalt nach Nord- und nach Westschottland auszudehnen. Anfang 1221 zog er nach Inverness, wo er die Revolte von Donald MacNeil, einem Clanführer aus den Highlands niederschlug. 1221 und 1222 führte er zwei größere Feldzüge nach Argyll, wodurch er die Kontrolle über Kintyre und vielleicht auch über Cowal gewann. Dazu baute er Tarbert als königliche Burg aus. Im September 1222 wurde Bischof Adam von Caithness, sein wichtigster Unterstützer in Nordschottland, ermordet. Daraufhin führte der König noch im selben Jahr eine Strafexpedition nach Nordschottland. Die Mörder wurden gefasst und verstümmelt, dazu beschlagnahmte der König zeitweise die Hälfte der Besitzungen des unzuverlässigen John Haraldson, Earl of Caithness. Vermutlich 1228 zog er erneut mit einem Heer nach Nordschottland, um eine weitere Revolte der Macwilliams niederzuschlagen, der bereits 1212 und 1215 rebelliert hatte. Bevor er sich zurückzog, beauftragte er William Comyn, Earl of Buchan, die Revolte in Moray vollständig niederzuschlagen. Alexanders Unterstützer gingen dabei brutal vor. Die abgeschlagenen Köpfe der Führer der Revolte wurden dem König präsentiert, und 1230 zerschmetterten Unterstützer des Königs den Kopf eines kleinen Mädchens aus dem MacWilliam-Clan am Marktkreuz von Forfar. Durch diese unbarmherzige Politik konnte der König Nordschottland unterwerfen. Diesen Erfolg festigte er durch die Bildung neuer Territorien. In den 1230er Jahren gründete er die beiden großen Herrschaften Badenoch und Lochaber in den Highlands, erneuerte das Earldom Ross und schuf das Earldom Sutherland. Dazu setzte er mit Magnus einen neuen, ihm gegenüber loyalen Earl of Caithness ein. Als Alan of Galloway sich in den 1220er Jahren in einen Machtkampf auf der unter norwegischer Oberhoheit stehenden Isle of Man einmischte, erschien im Frühjahr 1230 eine norwegische Flotte vor Westschottland. Die Norweger plünderten zahlreiche westschottische Inseln, aber auch die Isle of Bute und weitere Besitzungen von Walter Fitzalan. Zur Unterstützung von Walter Fitzalan und Alan of Galloway führte Alexander II. Ende Mai 1230 ein Heer nach Ayrshire. Die Norweger griffen Galloway nicht weiter an, doch Alan of Galloway musste seine Intervention auf Man beenden.

### Unterwerfung von Galloway
Als 1234 Alan of Galloway starb und nur einen unehelichen Sohn sowie drei Töchter hinterließ, nutzte der König die Gelegenheit, um seine Macht nach Südwestschottland auszudehnen. Er ignorierte das traditionelle keltische Erbrecht und damit die Erbansprüche von Alans unehelichem Sohn Thomas. Stattdessen teilte er Galloway nach dem Feudalrecht unter den drei Töchtern von Alan auf, die alle mit englischen Baronen verheiratet waren. Als es daraufhin in Galloway zu einem Aufstand zugunsten von Thomas kam, zog der König mit einem Heer nach Galloway. Am 15. Juli 1235 überfielen die Rebellen das Lager der königlichen Armee, doch als der loyale, inzwischen zum Earl of Ross erhobene Farquhar MacTaggart mit weiteren Truppen eintraf, konnte der König die Schlacht gewinnen. Alexander II. setzte Walter Comyn, Earl of Menteith als Verwalter von Galloway ein, der bis Ende 1235 Thomas zur Aufgabe zwang. Thomas wurde in einer Burg seiner Halbschwester Dervorguilla de Balliol eingekerkert, während zwei seiner irischen Verbündeten in Edinburgh von Pferden auseinandergerissen wurden.

### Justiz und Finanzwesen
Alexander II. konnte nicht nur die königliche Macht auf die Randgebiete Schottlands ausweiten, sondern stärkte auch die königliche Justiz und betrieb eine erfolgreiche Finanzpolitik. Dies zeigte sich, als er seinen Schwestern große Geldsummen als Mitgift geben konnte. Dazu sammelte er einen Schatz für den von ihm geplanten Ankauf der westschottischen Inseln von Norwegen an. Als König gelang es ihm dazu, seine Stellung als oberster Richter zu bestätigen und auszubauen. Während seiner Herrschaft wandelte sich das Gerichtswesen. Das Feudalrecht nach anglonormannischem Vorbild löste zunehmend das traditionelle keltische Recht ab. Durch Einsetzung königlicher Richter und Sherffis wurde die königliche Justiz mehr und systematisch ausgebaut. Wurden Konflikte zu Beginn von Alexanders Herrschaft oft noch durch Gerichtskämpfe entschieden, so gerieten diese zunehmend in Misskredit und wurden durch Geschworenengerichte ersetzt. Die durch königliche Richter gefällten Urteile wurden allgemein akzeptiert, ergänzt wurde das Gerichtswesen durch die zunehmende Rechtsprechung durch geistliche Gerichte in kirchlichen Fragen. Im Oktober 1230 in Stirling und im Februar 1245 erließ der König in Gegenwart zahlreicher Magnaten Gesetze, die unter anderem die Ahndung von Raub und unrechtmäßiger Enteignung vereinheitlichen sollten. Wahrscheinlich gingen auch Gesetze zum Schutz von minderjährigen Erben auf ihn zurück. Diese Gesetze führten weiter zur Entstehung eines Common Law in Schottland.

### Verhältnis zum Adel

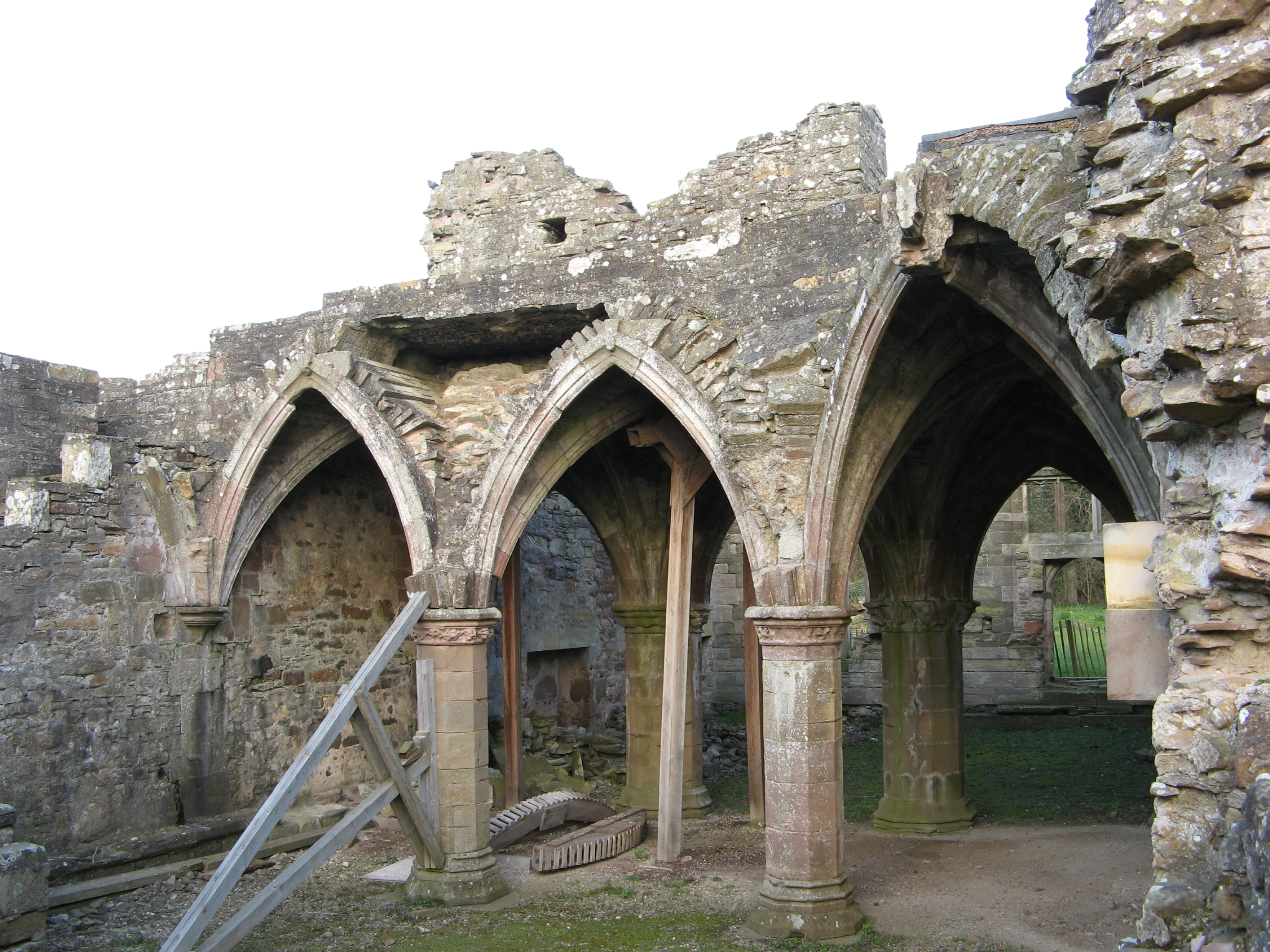
Die Ruine der von Alexander II. gegründeten Balmerino Abbey

Als König bestand Alexander II. auf das Recht, auch gegenüber dem Adel seine Herrschaft durchzusetzen. Die Stärke seiner Herrschaft verdankte er dabei auch der loyalen Unterstützung durch die Magnaten der schottischen Ostküste, dem Zentrum des mittelalterlichen Schottlands. Im Gegensatz zum englischen König Heinrich III., der sich gegen seine Barone behaupten musste, war die Autorität von Alexander in Ostschottland nahezu unangefochten. Selbst die erbitterte Fehde zwischen den Familien Comyn und der Familie von Walter Bisset konnte er beilegen, wobei er bemerkenswert geschickt vorging. In den nächsten Jahren konnte keine Adelsfamilie eine Vormachtstellung beanspruchen. Als sich um Walter Comyn, Earl of Menteith und Patrick, 5. Earl of Dunbar zwei rivalisierende Adelsfraktionen bildeten, ernannte Alexander II. 1244 den bislang unbedeutenden Alan Durward zum neuen Justiciar of Scotia. Durward wurde keiner der beiden Gruppen zugerechnet und wurde neuer Hauptratgeber des Königs. Der König hatte auch keine Bedenken, oppositionelle Adlige hinzurichten oder zu verstümmeln. Dies betraf vor allem Angehörige des traditionellen gälischen Adels. Sie mussten teils auch Verluste von Besitzungen akzeptieren, die der König vor allem an Mitglieder der anglonormannischen Familien, vor allem der Comyns, Murrays und Stewarts vergab. Deshalb galt er bei Chronisten auch als rücksichtsloser, moderner König, der den gälischen Adel verfolgte und bezwang. Andererseits behandelte er das unterworfene Galloway 1235 milde, und 1245 war er auch bereit anzuerkennen, das in Galloway teils das alte traditionelle Recht galt. Nach der Ermordung von Bischof Adam enteignete er auch nicht die Adligen aus Caithness, die in das Verbrechen verwickelt waren. Stattdessen erhielten sie gegen Strafzahlungen ihre Besitzungen zurück. Nicht zuletzt dadurch konnte der König auch in Nord- und Westschottland zunehmend Autorität gewinnen. Dies wurde noch dadurch verstärkt, dass er mit traditionellen Adligen wie Farquhar MacTaggart and Alan of Galloway zusammenarbeitete.

### Verhältnis zur Kirche
Alexander II. wollte seine Stellung durch eine Salbung und Krönung nach mitteleuropäischem Vorbild stärken. Seine Versuche 1221 und 1233, dafür die Zustimmung des Papstes zu erhalten, blieben aber erfolglos, vor allem aufgrund des Widerstands des englischen Königs. Dennoch erreichte Alexander eine Stärkung der schottischen Identität als eigenes Reich, nicht zuletzt durch seine pragmatische Politik gegenüber England, die seine Unabhängigkeit sicherte. Als ihm Papst Gregor IX. 1235 auf Drängen von Heinrich III. befahl, den englischen König als Oberherrn anzuerkennen, missachtete er diese Verfügung einfach. Dies führte zum 1237 geschlossenen Vertrag von York, mit dem ein für England und für Schottland akzeptabler Kompromiss für die Beziehungen zwischen den beiden Reichen gefunden wurde.
Während seiner Herrschaft hatte Papst Honorius III. 1218 die Privilegien der schottischen Kirche bestätigt. Da der schottischen Kirche jedoch kein Metropolit vorstand, erlaubte der Papst 1225, dass die schottischen Prälaten Provinzialsynoden abhalten durften. In der Folge unterstützten die schottischen Bischöfe den König, um englische Versuche abzuwehren, größeren Einfluss in Schottland zu erhalten.
Persönlich war Alexander fromm und unterstützte die Kirche, wobei sich mehrere Phasen abzeichnen. Er wuchs im Haushalt seines streng religiösen, schon älteren Vaters auf. Als junger König riskierte er dennoch trotz der Gefahr, dass gegen ihn schwere Kirchenstrafen verhängt wurden, den Krieg gegen England. Erst nach der Verhängung der Kirchenstrafen war er zu einem Frieden bereit. Vor 1229 gründete er zusammen mit seiner Mutter Königin Ermengarde das Zisterzienserkloster Balmerino in Fife. Zu dem Kloster hatte er aber offenbar keine besondere Bindung, möglicherweise, weil es so eng mit seiner Mutter verbunden war. Um 1230 gründete er Pluscarden Priory in Moray nach der neuen, strengen Regel von Kloster Val-des-Choues. Diese Stiftung stattete der König mit wesentlich umfangreicheren Besitzungen als Balmerino aus. 1230 oder 1231 holte er die ersten Bettelmönche des Dominikanerordens nach Schottland, die möglicherweise aus Paris kamen. Bei seinem Tod gab es neun Dominikaner- und mindestens drei Franziskanerniederlassungen in Schottland, die fast alle königliche Gründungen waren. Möglicherweise entsprang diese Offenheit für neue religiöse Bewegungen in den 1230er Jahren dem Wunsch nach der Geburt eines Thronfolgers. Nach der Geburt des Thronfolgers entsprach Alexanders Religiosität wieder eher den traditionellen Normen seiner Zeit. Er machte Schenkungen zugunsten mehrerer Bistümer, dazu unterstützte er großzügig die Klöster Scone, Coldingham, Dunfermline, Coupar Angus, Newbattle und Arbroath. Während der Fastenzeit 1248 erhielt er einen Dispens, nach dem er die Fastenregeln nur eingeschränkt beachten musste. Dies kann ein erster Hinweis auf die sich verschlechternde Gesundheit des Königs sein. Im Gegensatz zu seinen Eltern, die in ihren Stiftungen Arbroath und Balmerino beigesetzt wurden, wählte Alexander keine seiner Stiftungen als Begräbnisort, sondern Melrose Abbey, das während seiner Jugend durch den Krieg mit England schwer geschädigt worden war und das er später großzügig gefördert hatte.
Seine Religiosität hielt den König nicht davon ab, die Kirche für seine Politik einzusetzen. Er sorgte dafür, dass die im gälisch geprägten Teil Schottlands gelegenen Diözesen Argyll, Caithness, Moray und Whithorn unter der Aufsicht der schottischen Kirche standen. 1217 wollte er durch die Einsetzung eines Schotten als Bischof von Carlisle die Region an sein Reich binden. 1223 wählte der König Bischof Gilbert in Caithness und 1235 Bischof Gilbert von Whithorn eindeutig nach politischen Gesichtspunkten aus. Die Bischöfe William of Bondington, David of Bernham, Geoffrey of the Liverance oder Matthew Scot waren vor ihren Wahlen zum Bischof verdiente königliche Minister oder Höflinge gewesen. Andererseits setzte sich der König 1233 dafür ein, dass der Dominikaner Clement zum Bischof von Dunblane gewählt wurde, um das Bistum zu reformieren.

### Entwicklung von Wirtschaft und Handel
Es gibt nur wenige Belege, nach denen die wirtschaftliche Entwicklung Schottlands im 13. Jahrhundert nachvollzogen werden kann. Wahrscheinlich stiegen die Gewinne aus dem Außenhandel, unter anderem durch den zunehmenden Wollexport in die Niederlande und Nordfrankreich, bis zum Ende der Herrschaft von Alexander erheblich an. Nach der Anzahl der Urkunden, die in den Orten ausgestellt wurden, hielt sich der König am meisten in Edinburgh, Forfar und Stirling auf, dann folgten Perth und Scone, Selkirk und Roxburgh. Aber nicht nur diese Burghs profitierten durch die häufige Anwesenheit des königlichen Hofes. Der König förderte auch die Entwicklung von weiteren Burghs wie Aberdeen, Glasgow, Inverkeithing und Lanark.

## Versuch der Unterwerfung der Hebriden und Tod
Durch die Eroberung von Galloway war der König in den Besitz von 200 Kriegsschiffen gelangt, die er nutzte, um seine Macht auf die Hebriden auszuweiten. Diese standen formal unter der Oberherrschaft des norwegischen Königs, doch die Lord of the Isles besaßen dazu Besitzungen auf dem Festland und unterstanden damit der Oberherrschaft des schottischen Königs. De facto herrschten sie jedoch weitgehend autonom über ihre Besitzungen. Während der norwegische König Håkon IV. zunehmend seinen Einfluss auf den Hebriden ausbaute, hatte Alexander II. in der Region bislang nur wenig Einfluss. Bereits in den 1220er Jahren hatte Alan of Galloway vergeblich versucht, die Inseln Skye, Lewis und Man zu unterwerfen. Diese Angriffe hatten nur einen norwegischen Vergeltungsangriff provoziert, bei dem eine von Håkon IV. gesandte Flotte mit Unterstützung durch Schiffe von den Orkneys und von den Hebriden von 1230 bis 1231 Bute und Kintyre angriff und damit Alexander II. demütigte. Da Alexander II. die Hebriden nicht unterwerfen konnte, machte er 1244 dem norwegischen König ein erstes Kaufangebot, dem noch weitere folgten. Håkon IV. lehnte diese jedoch ab, und als er sogar Ewen of Argyll beauftragte, die Autorität des norwegischen Königs auf den Hebriden wieder zu festigen, unternahm Alexander II. im Sommer 1249 einen großangelegten Angriff von Wasser und von Land aus, um die Hebriden zu erobern. Nachdem er Ewen erfolgreich vom schottischen Festland vertrieben hatte, erkrankte der König im weiteren Verlauf des Feldzugs an einem Fieber und starb an der Oban Bay auf der Island of Kerrera. Sein plötzlicher Tod führte zum Abbruch des Feldzugs.

## Ehen und Nachkommen
Wahrscheinlich am 19. Juni 1221 hatte Alexander II. in York Johanna von England geheiratet. Die Ehe blieb kinderlos. Nach Johannas Tod 1238 heiratete Alexander am 15. Mai in Roxburgh in zweiter Ehe Marie de Coucy. Mit ihr hatte er ein Kind, einen Sohn:
- Alexander III. (1241–1286)

Daneben hatte der König eine uneheliche Tochter, Margaret, die er mit seinem Ratgeber Alan Durward verheiratete.
Sein Erbe wurde sein minderjähriger Sohn Alexander, für den zunächst mehrere Guardians die Regentschaft übernahmen.

## Rezeption
Von den mittelalterlichen Chronisten berichtete John Fordun am umfangreichsten über die Herrschaft von Alexander II. Forduns Chronik diente dem Chronisten Walter Bower im 15. Jahrhundert als Grundlage. Bowers Schilderung von Alexander II. bleibt aber im Vergleich zur Beschreibung der nachfolgenden Herrschaft von Alexander III. aber unverbindlich. Gegenüber der wechselvollen Herrschaft seines Vaters Wilhelm I. und der von Bower und Fordun zu einem Goldenen Zeitalter verklärten Herrschaft von Alexander III. blieb die 35-jährige Herrschaft von Alexander II. unauffällig. Während beide Chronisten Alexander III. als guten König sahen, betrachteten sie Alexander II. wohl wegen seiner Exkommunikation und wegen der Plünderung von Klöstern eher kritisch. Weitere Informationen zur Herrschaft von Alexander II. enthält die Chronicle of Melrose, wobei diese nur teilweise zeitgenössisch ist, während die zeitgenössischen englischen Chronisten wie Matthäus Paris die Herrschaft des schottischen Königs nur am Rande behandeln. Das Scotichronicon von Bower bildete die Hauptgrundlage für die Geschichtsschreibungen der frühen Neuzeit wie die von John Major und Hector Boece. Im 1862 veröffentlichten Werk Scotland Under Her Early Kings von E. William Robertson wurde die Herrschaft von Alexander II. wesentlich ausführlich dargestellt, wobei sich der Autor weiterhin vor allem auf Bower stützte. Peter Hume Brown, dessen 1902 erschienene History of Scotland lange Zeit als Standardwerk der schottischen Geschichte galt, verklärte die lange Friedenszeit unter Alexander II. und seinem Sohn im 13. Jahrhundert weiterhin zu einem Goldenen Zeitalter. Erst in den 1960er Jahren rückte die schottische Geschichtsschreibung von ihrer herrscherzentrierten Sicht ab und schenkte weiteren Punkten größere Beachtung. Archibald Duncan stellt in seinem 1975 erschienenen Werk Scotland. The Making of the Kingdom den König als eine der Schlüsselfiguren der schottischen Geschichte dar. Erst im 21. Jahrhundert gab Richard Oram eine Anthologie zur Herrschaft von Alexander II. heraus, dieser folgte 2012 schließlich eine ausführliche Biographie. Diese hebt heraus, dass Alexander II. die königliche Zentralgewalt auf das schottische Festland ausgeweitet hatte. Für Schottland und für das Königtum erlangte er eine bislang unerreichte Stabilität.